# 무용치료
무용치료는 미술치료, 연극치료, 음악치료와 같은 예술치료 중 하나이며, 정신장애 치료분야에 속한다. 1940년대 미국에서 발전하였으며, 특히 매리언 체이스, 트루디 슈프, 릴리언 에스파네크(Lilian Espenak)와 메리 화이트하우스를 통해서 다양한 치료무용의 방향이 정립되었다.

## 무용심리
응용된 무용심리(Tanzpsychologie)는 두 가지 의미로 이해될 수 있다. 그 첫째 의미는 대상자와의 관계에 대한 해석적 의미와 무용의 구체성에 관련된 내용에 관한 의도된 효과이고, 또 다른 의미는 무용치료분야의 직업적 영역의 광범위한 다양성과 이에 필요한 전제들에 대한 고유한 기능성이다.

## 집단 무용치료가 부자 가정 아동의 사회성 향상에 미치는 효과
급속한 산업화와 도시화 과정을 거쳐 온 한국사회에서 최근 가족 관계의 해체가 심각한 사회적 문제로 대두되고 있으며, 한부모 가정의 증가가 두드러지고 있다. 그 중에서도 특히 부자 가정의 증가가 주목받고 있다 부자가정이란 부와 자녀만이 생활하는 가정을 의미하는데, 부자가정의 아동은 모의 부재로 인하여 의사소통 기술의 부족, 정서적 관계 형성 기회와 학습 기회의 부족, 자기표현 방법 습득 부족 등의 가족관계 문제와 자녀문제로 어려움에 직면하고 있다. 이러한 아동들은 자긍심이 낮고 가출, 학교부적응, 비행, 행동장애, 폭력 등의 다발적이고 복합적인 문제로 파생될 우려가 있다. 따라서 본 연구에서는 심리적·정서적 어려움을 겪고 있는 부자 가정 아동을 대상으로 하여 집단 무용치료 프로그램의 효과성을 검증하는 것에 연구의 목적을 두었다. 연구의 결과에 의하면 집단무용치료 프로그램 적용을 통해서 아동의 사회성이 향상된 것으로 해석된다. 또한 사회성의 하위영역인 근면성, 협동성, 준법성에서 통계적으로 유의한 차이를 보이고 있었으며, 책임감과 자주성은 유의미한 결과를 나타내지 않았다.

## 참고 문헌
- Bertolaso, Yolanda (2003). Wege ebnen zur SelbstakepTanz, Bd. 9 (Pädagogik und Therapie)
- Bertolaso, Yolanda (2004). Resilienz in Pädagogik und künstlerischer Tanztherapie Bd. 14 (Pädagogik und Therapie)
- Hörmann, Karl (2009).  Tanzpsychologie und Bewegungsgestaltung. Grundlagen der Tanztherapie. Lengerich: Pabst Publ.
- Hörmann, Karl (2004). Musik in der Heilkunde. Lengerich: Pabst Publ.

## 전문잡지
- Musik-, Tanz- und Kunsttherapie. Zeitschrift für künstlerische Therapien im Bildungs-, Sozial- und Gesundheitswesen. Göttingen: Hogrefe 보관됨 2009-07-03 - 웨이백 머신